# Verità processuale
La verità processuale o verdetto giuridico è l'insieme dei giudizi formulati seguendo le regole del diritto processuale, e resa pubblica attraverso la sentenza. Non necessariamente corrisponde alla verità in senso assoluto, ma a quello che può essere accertato «al di là di ogni ragionevole dubbio».

## Descrizione
Il rispetto delle regole è finalizzato al rispetto dei diritti: se le regole vengono violate, il risultato non potrà concorrere a formare la verità processuale.
La mai certa corrispondenza tra verità processuale e realtà è uno degli argomenti contro la pena di morte (oltre a quelli dell'espiazione e dello scopo riabilitativo della detenzione): l'esito del processo (verità processuale, per l'appunto) può essere infatti influenzato da numerosi fattori che divergono dall'effettivo svolgimento dei fatti, e una tal pena risulterebbe perciò spropositata e irreversibile.

## Nel mondo

### Italia
Nel processo penale, le nullità in alcuni casi possono essere rilevate entro termini molto stretti e solo su impulso di parte, mentre altre sono rilevabili anche al giudice e senza limiti temporali. Per esempio, il codice di procedura penale, all'articolo 188 ("libertà morale della persona nell'assunzione della prova") stabilisce che non è ammessa la tortura dell'interrogato. Se tale regola viene violata, anche se l'interrogato confessa un crimine, la confessione non è utilizzabile e dunque non può concorrere a formare la base della verità processuale (pure nel caso in cui il fatto confessato fosse realmente accaduto nei termini e modi descritti). Infatti, "la prova, per risultare idonea all'accertamento dei fatti, non può prescindere da forme volte a garantire genuinità e affidabilità sicura".
In più casi la sentenza stabilisce una verità processuale che può essere diversa da quanto in realtà accaduto. 
Il concetto di ragionevole dubbio, sebbene già presente a livello giurisprudenziale e implicito, fu introdotto a livello scritto nell'ordinamento italiano dalla cosiddetta legge Pecorella.